# Полиция безопасности (Финляндия)
Поли́ция безопа́сности, или Поли́ция госуда́рственной безопа́сности Финля́ндии, или Су́оелуполи́йси (фин. Suojelupoliisi, швед. Skyddspolisen), сокр. СУ́ПО от (фин. Supo, ранее Suopo) — подразделение полиции Финляндии, ответственное за государственную безопасность Финляндии, как внутреннюю, так и внешнюю.
Занимается борьбой с терроризмом, разведкой и охраной.

## История
Valpo (Valtiollinen poliisi) — служба, занимавшаяся вопросами государственной безопасности Финляндии, была организована в 1919 году из (Etsivä keskuspoliisi).

Старый символ SUPO

В связи с назначением весной 2011 года начальника Полиции безопасности Илкки Салми директором Ситуационного центра Дипломатической службы Европейского союза, исполнение должности начальника SUPO с 15 апреля 2011 года поручено Антти Пелттари.
В сентябре 2014 года, рабочая группа, рассматривавшая будущее развитие полиции безопасности SUPO, представила министру внутренних дел Пяйви Рясянен итоговый доклад в котором рассмотрены возможные реформы ведомства и расширение его полномочий.
В 2015 году министр внутренних дел Петтери Орпо выступил с инициативой обновления закона Финляндии о разведывательной деятельности, по которому полиция и военные получат право на разведку в информационных сетях.

## Руководство
Руководители EK и Valpo
- Тойво Хуккинен (1919—1920)
- Осси Хольмстрём (1920—1922)
- Франс Клеметти (1923)
- Эско Риекки (1938—1941)
- Пааво Сяйппя
- Арно Антони (1941—1944)
- Пааво Кастари (1944)
- Ниило Саарнио
- Отто Брусиин (1945—1946)
- Каарло Тетри
- Ханно Й. Куннас
- Эркки Туоминен (1947—1948)

Начальники SUPO
- Армас Алхава[фин.] (1949—1972)
- Арво Пентти[фин.] (1972—1978)
- Сеппо Тийтинен[фин.] (1978—1990)
- Ээро Кекомяки[фин.] (1990—1996)
- Сеппо Невала[фин.] (1996—2007)

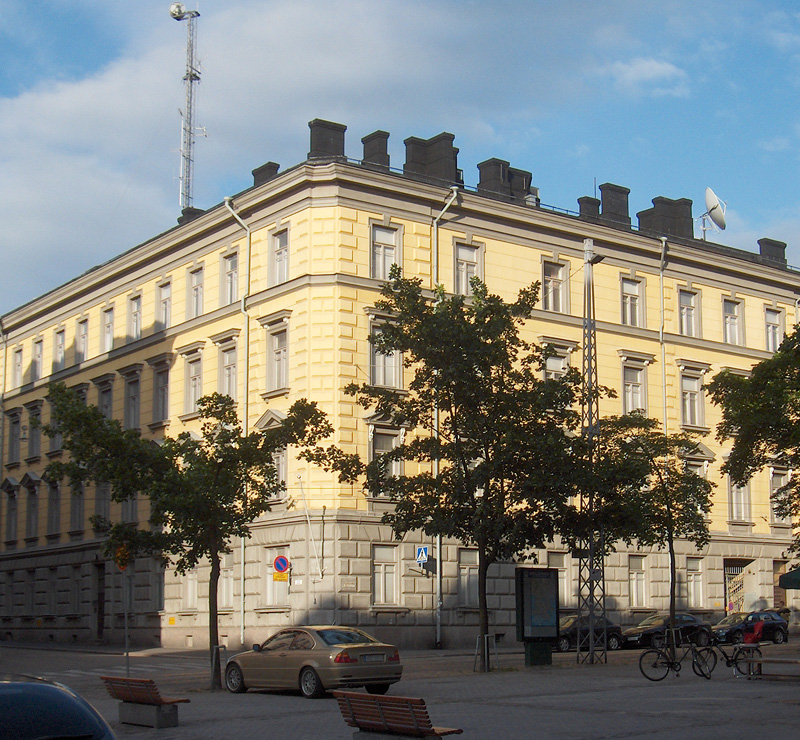
Штаб-квартира Полиции безопасности в Хельсинки

- Илкка Салми (декабрь 2007 — февраль 2011)
- Антти Пелттари (и. о. с февраля 2011)